# Puerta de Elvira

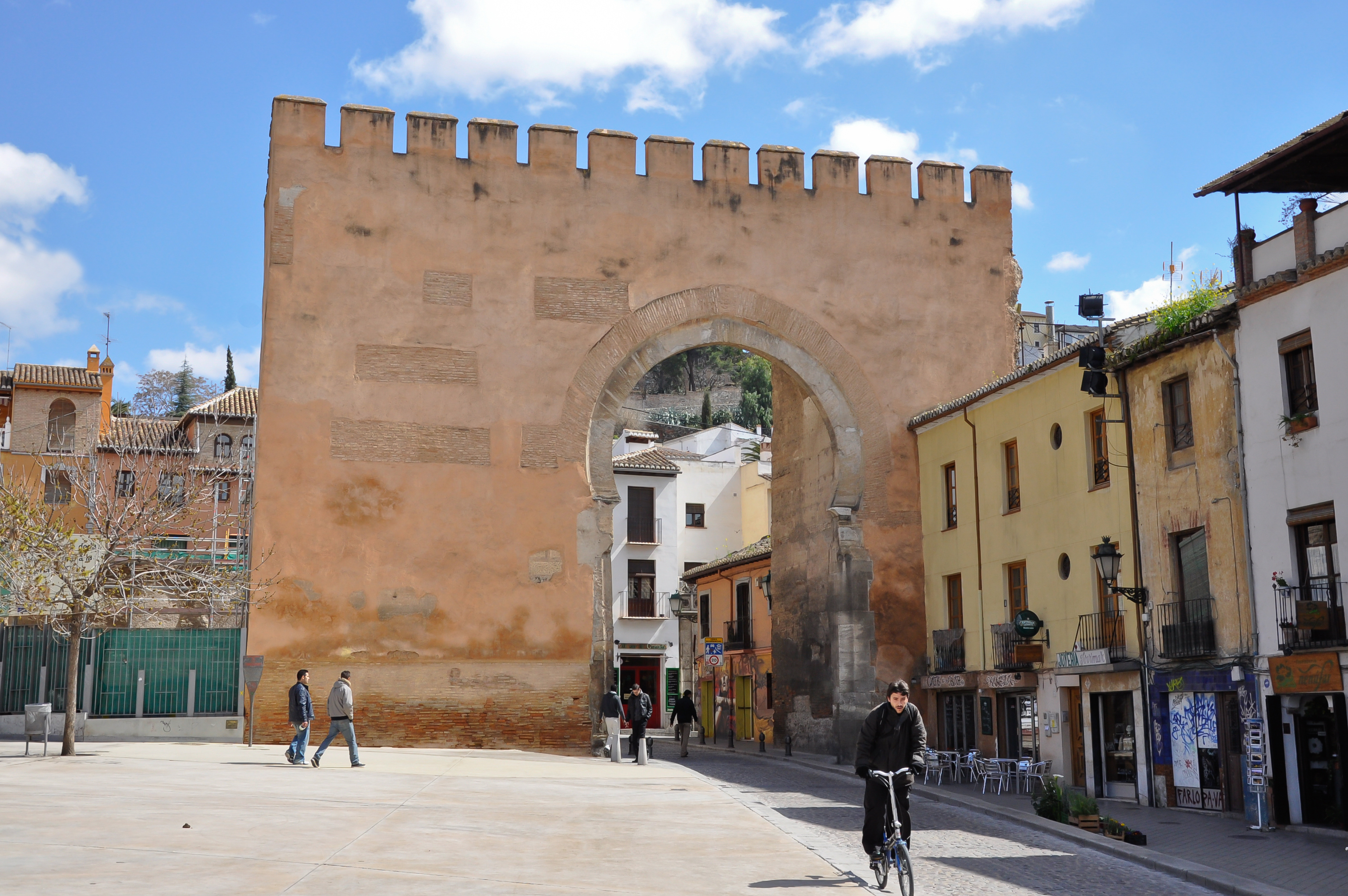
Puerta de Elvira

De Puerta de Elvira (Nederlands: poort van Elvira) is een poort in de Spaanse stad Granada die tijdens de Moorse overheersing de belangrijkste poort was die toegang gaf tot de wijk Albaicín. Deze wijk lag aan de oorsprong van het ontstaan van de stad.
De poort ligt aan de westelijke zijde van Albaicín en maakte met andere poorten deel uit van een ommuring van de plaats. Ze werd tijdens de 11e eeuw opgetrokken in opdracht van de sultans van de Ziridendynastie. In de loop der jaren onderging ze een aantal verbouwingen en had ze te lijden van beschadigingen en afbraak. Tijdens het regime van Yusuf I fungeerde dit bouwwerk als autonoom fort met vier torens, drie barbacanes en twee poorten. In 1812 werden de barbacanes afgebroken en toen de Fransen onder het bewind van Jozef Bonaparte Granada bezetten volgde meer afbraak en werd het bouwwerk herleid tot wat er anno 2011 van overblijft.